# 주세페 만노

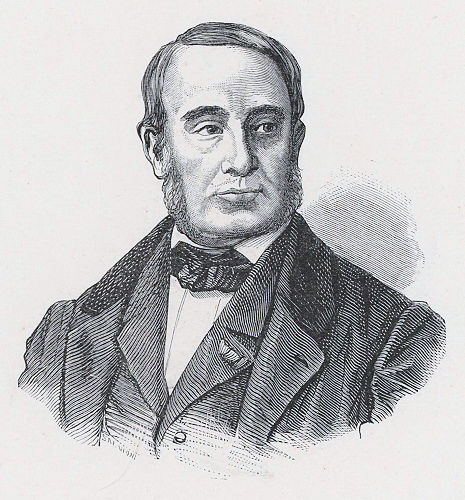
쥬세페 만노

주세페 만노(Giuseppe Manno, 1786년 3월 17일 ~ 1868년 1월 25일)는 이탈리아의 판사, 정치인, 역사가였다. 그는 사르데냐 왕국 상원 의장으로 선출되었고, 나중에는 이탈리아 왕국 상원 의장이 되었다.

## 같이 보기
- 안나 마리아 베르니니
- 주세페 발디타라
- 조르자 멜로니
- 이탈리아 왕국 상원